# Cima Pantani
Pour les articles homonymes, voir Pantani.
La Cima Pantani désigne l'ascension cycliste la plus représentative réalisée par les coureurs au cours d'un Tour d'Italie. Cette dénomination a été instituée en 2004, peu après la mort de Marco Pantani. De la même manière la Cima Coppi a été créée en 1965 pour honorer la mémoire de Fausto Coppi.

## Palmarès
| Édition | Sommet                        | Altitude (m) | Cycliste           |
| ------- | ----------------------------- | ------------ | ------------------ |
| 2004    | Mortirolo                     | 1852         | Raffaele Illiano   |
| 2005    | Passo delle Erbe              | 2003         | Juan Manuel Gárate |
| 2006    | Mortirolo                     | 1852         | Ivan Basso         |
| 2007    | Santuario di Oropa            | 1159         | Marzio Bruseghin   |
| 2008    | Mortirolo                     | 1852         | Antonio Colom      |
| 2009    | Col de l'Izoard               | 2361         | Stefano Garzelli   |
| 2010    | Mortirolo                     | 1852         | Michele Scarponi   |
| 2011    | Passo Fedaia                  | 2057         | Mikel Nieve        |
| 2012    | Mortirolo                     | 1852         | Thomas De Gendt    |
| 2013    | Col du Galibier               | 2646         | Giovanni Visconti  |
| 2014    | Plan di Montecampione         | 1800         | Fabio Aru          |
| 2015    | Mortirolo                     | 1854         | Steven Kruijswijk  |
| 2016    | Passo Sella                   | 2244         | David López        |
| 2017    | Santuario di Oropa            | 1142         | Tom Dumoulin       |
| 2018    | Campo Imperatore              | 2135         | Simon Yates        |
| 2019    | Mortirolo                     | 1854         | Giulio Ciccone     |
| 2020    | Piancavallo                   | 1290         | Tao Geoghegan Hart |
| 2021    | Passo Fedaia                  | 2057         | annulé             |
| 2022    | Passo di Santa Cristina       | 1427         | Jan Hirt           |
| 2023    | Gran Sasso (Campo Imperatore) | 2135         | Davide Bais        |
| 2024    | Sanctuaire d'Oropa            | 1142         | Tadej Pogačar      |
| 2025    | Mortirolo                     | 1852         | Afonso Eulálio     |